# Fusillade de 2015 à Waco
La fusillade de 2015 à Waco s'est déroulée le 17 mai 2015 aux environs de midi à Waco (Texas), aux États-Unis, sur les lieux d'une franchise locale du restaurant Twin Peaks. Elle a impliqué cinq groupes rivaux de motards criminels, dont les Bandidos, les Cossacks (en) et les Scimitars, ainsi que les forces de l'ordre.
Les affrontements ont fait 9 morts et 18 blessés, tous parmi les motards,. C'est l'événement criminel le plus significatif qui s'est déroulé dans la région depuis le siège de Waco en 1993.

## Contexte
La fusillade survient lors d'une rencontre de la Texas Confederation of Clubs and Independents, une coalition régionale de clubs de motards. Basée à Tyler (Texas), la coalition participe à plusieurs activités, ayant notamment été honorée le 14 mai 2015 par le conseil municipal de Jacksonville (Texas) pour son implication dans le cadre du Motorcycle Safety and Awareness Month.
Les autorités sont au fait de la rencontre et au moins une dizaine de policiers locaux sont dans les environs, avec la possibilité d'appeler en renfort des agents de la Texas Highway Patrol, situés à proximité, en cas de problème. 
Le restaurant est d'accord pour accueillir la rencontre, mais, selon la police, les gérants refusent de coopérer avec eux lorsque les policiers exposent leurs craintes à propos de la rencontre,.

## Affrontements
Selon la police, les affrontements auraient débuté dans le restaurant peu après midi et se seraient déplacés par la suite vers le parc de stationnement. Il s'en serait suivi une mêlée où les motards de groupes rivaux se seraient poignardés et auraient tiré les uns sur les autres. Un total de 9 personnes sont mortes et 18 ont été blessées.
Bien que ne voulant d'abord pas révéler l'implication de la police dans la fusillade, le sergent W. Patrick Swanton a admis par la suite qu'il est possible que certaines victimes aient été touchées par des tirs effectués par la police. « Ils ont commencé à tirer sur nos hommes et ceux-ci ont répliqué,. » Selon des informations préliminaires, quatre motards auraient été tués par les policiers. Des personnes associées aux Bandidos affirment que les policiers sont les premiers à avoir utilisé des armes à feu. Aucun policier ni civil n'a été blessé au cours de la fusillade.

## Enquête
Les neuf personnes tuées sont toutes membres des Bandidos et des Cossacks. Jusqu'ici[Quand ?], 192 personnes ont été arrêtées dans le cadre de cette affaire. Leur caution est fixée à un million de dollars américains.
Plus de 100 armes ont été récupérées. Parmi les armes utilisées lors de l'altercation, on compte des chaînes (en), poings américains, couteaux, gourdins et des armes à feu.